# John S. Carlile
John S. Carlile (Winchester, 1817. december 16. – Clarksburg, 1878. október 24.) az Amerikai Egyesült Államok szenátora (Virginia, 1861–1865).